# Naproksen
Naproksen (INN, po IUPAC-u (+)-(S)-2-(6-metoksinaftalen-2-il)propionska kiselina) spada u grupu nesteroidnih antiinflamatornih lekova. Njegova hemijska formula je . Obično se upotrebljava za smanjivanje bola, groznice, upale i ukočenja uzrokovanih osteoartritisom, reumatoidnim artritisom (RA), psorijatičkim artritisom, ankiloznim spondilitisom, gihtom, povredama (lomovima kostiju), tendonitisom, bursitisom i drugim reumatskim bolestima. Naproksen i natrijum naproksen su zaštićeni trgovačkim imenima, kao npr. Alev, Anaproks, Miranaks, Naprogesik, Naprosin, Naprelan, Sinfleks i mnogim drugim. Naproksen je izveden na tržište 1976, te korišten pod imenom Naprosin, dok je natrijum naproksen prvi put korišten 1980. pod imenom Anaproks. Još uvek se koristi u mnogim zemljama sveta samo uz lekarski recept. Američka FDA je 1994. godine odobrila prodaju natrijum naproksena bez lekarskog recepta, pod trgovačkim imenom Alev. U Australiji se prodaju male doze natrijum naproksena takođe bez lekarskog recepta.

## Nepoželjna dejstva
selektivni i neselektivni NSAID-i mogu da dovedu do povećanja broja ozbiljnih i potencijalno fatalnih kardiovaskularnih slučajeva, kao što su miokardijalne infrakcije i moždani udari. Iz jedne analize objavljene 2011. u British Medical Journal proizilazi da je od svih ispitanih NSAID-a, naproksen vezan za sveukupno najmanji broj kardiovaskularnih rizika. Ovaj lek je imao oko 50% rizika od moždanog udara ibuprofena. Takođe je ustanovljeno da je vezan za manji broj srčanih udara u poređenju sa kontrolnim grupama.
Nesteroidni antiupalni lekovi protiv bolova, poput Naproksena, mogu da utiču na i redukuju efikasnost  antidepresiva

## Struktura
Naproksen je član NSAID familije 2-arilpropionskih kiselina (profena). Slobodna kiselina je bezmirisna, bela kristalna supstanca. Naproksen je rastvoran u lipidima, a praktično je nerastvoran u vodi. On ima tačku topljenja od 152-154 °.

## Sinteza
Naproksen se industrijski proizvodi na sledeći način:
Više drugih sintetičkih puteva je takođe poznato.

## Spoljašnje veze
- 1302
- FDA objava o Naproksenu